# Фомин, Михаил Александрович
Михаил Александрович Фомин (укр. Михайло Олександрович Фомін; Родился в 1981 в Николаеве) — украинский альпинист.

## Жизнеописание
Фомин с юности поднимался вместе с родителями в Крымские горы. Позже в составе экспедиций местного альпинистского клуба к горам Кавказа, Памира и Тянь-Шаня.
В 2011 году он впервые привлек внимание открытием нового маршрута на южную вершину Ушбы. Вместе со своими земляками Игорем Чаплинским и Виталием Тодоренко он пересёк южную стену по новому маршруту Характерник (С1, 6с, А3, 800 Гм) и через пять дней пересёк гору в альпийском стиле. Осенью 2014 года ему удалось вместе с Никитой Балабановым и Вячеславом Полежайко первопрохождение Северо — Западного гребня Langshisa Ri по новому маршруту Snow Queen (ED, M5, WI4 1500 Нм). Они спустились через южную стену, прохождение заняло восемь дней [3].
С 18 по 23 октября 2015 Фомин вместе с Балабановым открыли новый маршрут по Северо-Западной стене Talung Magnum Force (M6, AI6, A3, на всем маршруте ED2, 2350m, 1700 Hm), 2015.

## Личная жизнь
Фомин женат, имеет сына и работает в области информационных технологий.

## Регалии
За первопрохождение этого маршрута они получили премию Хрустальный пик-2015.
Фомин и Балабанов были награждены в 2016 году самой престижной премией в мире Альпинизма — Золотой ледоруб.